# رونار أليكس رونارسون
رونار إليكس رونارسون مواليد 18 فبراير 1995 في ريكيافيك، هو لاعب كرة قدم أيسلندي يلعب حاليًا كحارس مرمى في نادي ديجون. سبق له أن لعب في كأس العالم لكرة القدم مع منتخب بلاده.

## المسيرة الاحترافية

### أول ظهور احترافي في ريكافيك
بدأ رونار مسيرته المهنية في العاصمة الآيسلندية ريكيافيك. تم استدعاؤه إلى دوري آيسلندا الممتاز في موسم 2012، لكنه لم يلعب أي مباراة.
في العام التالي (عام 2013)، ظهر لأول مرة في ثلاث مباريات للبطولة.

### نادي نوردشيلاند
في يناير 2014 وقع عقدًا لمدة أربع سنوات لصالح نادي نوردشيلاند النادي الدنماركي الذي يلعب في دوري السوبر الدنماركي.
انضم إلى فريق الشباب بالنادي، الذي شارك معه في بطولة فياريجيو. وفي صيف عام 2014 انتقل إلى الفريق الأول، وفي يوليو 2016 بعد رحيل دافيد يانسن إلى نادي أوترخت أصبح رونار الحارس الأساسي للفريق.

### نادي ديجون
في 18 يونيو 2018 انتقل نادي ديجون لمدة 4 سنوات.
شارك لأول مرة كحارس مرمى أساسي بعد رحيل بابتيست رينيت إلى نادي تولوز لكرة القدم.

### المشاركة الدولية
ارتدى رونار شارة الكابتن في أول مشاركة له مع منتخب الشباب تحت 19 سنة.
مع منتخب الشباب تحت 21 سنة، شارك في البطولة الأوروبية 2015. احتلت آيسلندا المركز الثاني في مجموعتها بعد منتخب فرنسا، وتأهلت للمباراة النهاية في المسابقة.
شارك مع منتخب الشباب الآيسلندي ضد منتخب الدنمارك في أكتوبر 2014.
وفي يناير 2014، استدعاه مدرب الفريق الفريق الأول لارس لاجرباك لمباراة ضد السويد. لكنه بقي على مقاعد البدلاء.
لعب أول مباراة له مع المنتخب الوطني في 8 نوفمبر 2017 في مباراة ودية ضد منتخب جمهورية التشيك.
وكان اسمه في قائمة 23 لاعبًا أيسلنديًا تم اختيارهم للمنافسة في كأس العالم 2018 في روسيا.
| مباريات رينار أليكس رينارسون الدولية | مباريات رينار أليكس رينارسون الدولية | مباريات رينار أليكس رينارسون الدولية        | مباريات رينار أليكس رينارسون الدولية | مباريات رينار أليكس رينارسون الدولية | مباريات رينار أليكس رينارسون الدولية | مباريات رينار أليكس رينارسون الدولية |
| ت                                    | التاريخ                              | الملعب                                      | الخصم                                | النتيجة                              | المنافسة                             |                                      |
| ------------------------------------ | ------------------------------------ | ------------------------------------------- | ------------------------------------ | ------------------------------------ | ------------------------------------ | ------------------------------------ |
| 1.                                   | 8 نوفمبر 2017                        | ملعب عبد الله بن خليفة في الدوحة، قطر       | جمهورية التشيك                       | 1 - 2                                | مباراة ودية                          |                                      |
| 2.                                   | 14 يناير 2018                        | ملعب غيلورا بونغ كارنو في جاكرتا، إندونيسيا | إندونيسيا                            | 1 - 4                                | مباراة ودية                          |                                      |

## الإنجازات والتكريم
- نادي ريكافيك
  - بطولة أيسلندا: 2013
  - كأس أيسلندا عام 2012

## روابط خارجية
- رونار أليكس رونارسون على موقع الاتحاد الدولي (مؤرشف)  (الإنجليزية)
- رونار أليكس رونارسون على موقع الاتحاد الأوربي (الإنجليزية)
- رونار أليكس رونارسون على موقع اتحاد تركيا (لاعب) (الإنجليزية)
- رونار أليكس رونارسون على موقع قاعدة بيانات كرة القدم.إي يو (الإنجليزية)
- رونار أليكس رونارسون على موقع ليكيب (الفرنسية)
- رونار أليكس رونارسون على موقع ناشيونال فوتبول تيمز (الإنجليزية)
- رونار أليكس رونارسون على موقع Soccerbase.com (لاعب) (الإنجليزية)
- رونار أليكس رونارسون على موقع Soccerway.com (الإنجليزية)
- رونار أليكس رونارسون على موقع عالم كرة القدم.نت (الإنجليزية)